# Wadim Wassiljew
Wadim Wassiljew (russisch Вадим Васильев; * 1966 in der Sowjetunion) ist ein ehemaliger russischer Handballspieler.

## Karriere
Wadim Wassiljew spielte in seiner Heimat bei Newa Leningrad. 1991 wechselte der zwei Meter große rechte Rückraumspieler zum französischen Erstligisten US Ivry HB. Mit Ivry belegte er 1991/92 den fünften Platz und 1992/93 den dritten Platz in der Liga. Nach zwei Jahren unterschrieb der Linkshänder beim Ligakonkurrenten US Créteil HB. Nach einem enttäuschenden 15. Platz verließ Wassiljew den Klub bereits im Sommer 1994.
Später spielte er beim französischen Drittligisten SMEC Metz, mit dem ihm 1996 der Aufstieg in die zweite Liga gelang.
Mit der sowjetischen Nationalmannschaft gewann der 65-fache Nationalspieler Wassiljew bei der Weltmeisterschaft 1990 die Silbermedaille.